# Erdey Dezső
Erdey Dezső (Istvánfölde, 1902. május 27. – Budapest, 1957. május 25.) szobrász, éremművész. Egyes forrásokban Erdei írásmóddal is előfordul a neve.

## Pályafutása
Erdey Gyula és Wéber Emília fia. 1920 és 1928 között a Magyar Képzőművészeti Főiskolán tanult, ahol Radnai Béla és Szentgyörgyi István voltak a mesterei. Ezt követően mint Szentgyörgyi asszisztense dolgozott a főiskolán. 1925-ben állami ösztöndíjjal jutott ki Párizsba, majd 1929-1930-ban Rómában folytatta tanulmányait. 1943-tól 1948-ig az Iparművészeti Iskolában oktatott, ezután a Szépművészeti Múzeum restaurátoraként dolgozott 1953-ig. A zsennyei művésztelepen is alkotott, valamint tagja volt a KÉVÉ-nek. 
1922-től állított ki, 1925-től műveivel minden jelentősebb hazai csoportos kiállításon is szerepelt. Művei klasszicizáló kisplasztikák, emlékművek és reneszánsz ihletésű érmék. Az 1940-es évektől porcelánnal is foglalkozott, több művét elkészítette a Herendi Porcelángyár. Az 1950-es években a kisplasztikák kerültek nála előtérbe. A Nemzeti Színház Kamaraszínpadán 1939-ben bemutatott Az ember tragédiája c. színmű szcenikai beállításán is dolgozott. 
Halálát szívkoszorúér-szűkület és -elzáródás okozta. Felesége Fuchs Márta volt, akivel 1938-ban kötött házasságot Budapesten, az Erzsébetvárosban.

## Díjak, elismerések
- 1923: Ferenczy István szobrászati-díj
- 1925: Állami ösztöndíj; az Országos Magyar Képzőművészeti Társulat Barta Károly-díja a Műcsarnok Akt kiállításán
- 1927: Rökk Szilárd-díj a Műcsarnok Tavaszi Tárlatán
- 1928: Rothermere-díj a Műcsarnok Tavaszi Tárlatán
- 1929-1930: a római Magyar Akadémia ösztöndíja
- 1940: Vaszary Kolos-díj a Műcsarnok Tavaszi Tárlatán
- 1942: az Országos Magyar Iparművészeti Társulat elismerő oklevele a Magyar Keramikai Kiállításon
- 1943: az Országos Magyar Iparművészeti Társulat ezüstérme a Társulat kassai kiállításán

## Egyéni kiállítások
- 1938 • Ernst Múzeum, Budapest (Domanovszky Endrével és Hincz Gyulával)
- 1961 • Ernst Múzeum, Budapest (kat.) • Déri Múzeum, Debrecen
- 1962 • a Móra Ferenc Múzeum képtára, Szeged
- 1963 • Szent István Király Múzeum • Székesfehérvár • Laczkó Dezső Múzeum, Veszprém
- 1987 • Csikász Galéria, Veszprém

## Válogatott csoportos kiállítások
- 1925 • Akt kiállítás, Műcsarnok, Budapest
- 1927, 1928 • Tavaszi Tárlat, Műcsarnok, Budapest
- 1929 • A KÉVE XX. kiállítása, Nemzeti Szalon, Budapest
- 1930 • XVII. Velencei Biennálé, Velence
- 1931 • A római Magyar Intézet ösztöndíjas művészeinek I. kiállítása, Nemzeti Szalon, Budapest
- 1932 • Téli kiállításon a KÉVE jubiláris kiállítása, Műcsarnok, Budapest
- 1934 • A Céhbeliek jubiláris kiállítása, Nemzeti Szalon, Budapest
- 1934-től • Nemzeti Képzőművészeti Kiállítás, Műcsarnok, Budapest
- 1937 • Világkiállítás, Párizs
- 1938 • XXI. Velencei Biennálé, Velence
- 1939 • Magyar képzőművészeti kiállítás, Varsó, Krakkó • Világkiállítás, New York
- 1940-től • A Magyar Művészetért, régi Műcsarnok, Budapest
- 1941 • Magyar Egyházművészeti Kiállítás, Nemzeti Szalon, Budapest
- 1942 • Országos Magyar Keramikai Kiállítás, Országos Magyar Iparművészeti Társulat
- 1942, 1943 • Magyar Képzőművészeti kiállítás, Berlin, Drezda, Bécs, Graz
- 1944 • Magyar Képzőművészeti kiállítás, Bern, Luzern, Zürich
- 1952-től • Magyar Képzőművészeti kiállítás, Műcsarnok, Budapest
- 1955 • Képzőművészetünk tíz éve, Műcsarnok, Budapest
- 1957 • Tavaszi Tárlat, Műcsarnok, Budapest
- 1960 • Képzőművészetünk a felszabadulás után, Magyar Nemzeti Galéria, Budapest
- 1966 • Magyar szobrászat 1920-1945. A huszadik század magyar művészete, Csók Képtár, Székesfehérvár
- 1983, 1984 • Római iskola I., II., Keresztény Múzeum, Esztergom.

## Művek közgyűjteményekben
- Magyar Nemzeti Galéria, Budapest
- Petőfi Irodalmi Múzeum, Budapest

## Köztéri művei
- Vízhordó fiú (bronz, 1928, Budapest, XIV. ker. Városliget)
- Dr. Konthy Gyula síremléke (bronz, 1929, Nyíregyháza, temető)
- Varkocs György kapitány szobra (bronz, terméskő, 1938, Székesfehérvár, Várkapu utca)
- Szt. Imre (kő, 1938, Veszprém, vár)
- Szűz Mária-oszlop (kő, 1942, Budapest, V. ker. Martinelli tér)
- Szt. Antal-kút (1944, Szeged)
- Liszt Ferenc-mellszobor (kő, 1952, Budapest, XIV. ker. Városliget, áthelyezve 1966, Budapest, XIII. ker. Margitsziget)
- Csokonai Vitéz Mihály-mellszobor (mészkő, 1953, Budapest, XIV. ker. Városliget, áthelyezve 1966, Budapest, XIII. ker., Margitsziget)
- Balassi Bálint-emléktábla (vörösmárvány, 1954, Budapest, V. ker. Balassi u. 1.)
- Vízhordó lány (alumínium, 1956, áthelyezve 1988, Várpalota)
- Stafétafutók (bronz, 1957, Budapest, XIV. ker. Népstadion-kert, László Péterrel)
- Ollós nő (bronz, 1958, Zalaegerszeg, Ruhagyár, Illés Gyula fejezte be)
- Bakugrók (alumínium, 1961, Tatabánya, Péch Antal Kollégium)
- Jókai-mellszobor (alumínium, 1964, Budapest, XII. ker. Hollós u. 5.)
- Bartók-mellszobor (bronz, 1965, Budapest, I. ker. Országház u. 9.)
- Gyertyavivő lány (bronz, 1987, Veszprém, Kölcsey Könyvesbolt előtt)
- síremlékek a budapesti Kerepesi úti temetőben és Bicske, Baracska, Vác, Sóskút, Kenderes hadiemlékművei.